# Jaroslav Mareš (lední hokejista)
Jaroslav Mareš (* 4. října 1941) je bývalý český hokejový útočník.

## Hokejová kariéra
V československé lize hrál za CHZ Litvínov. Odehrál 2 ligové sezóny, nastoupil ve 13 ligových utkáních a dal 2 ligové góly. V nižších soutěžích hrál i za TJ Slovan Ústí nad Labem.

## Klubové statistiky
| Sezona    | Klub         | Soutěž  | Základní část | Základní část | Základní část | Základní část | Základní část |
| Sezona    | Klub         | Soutěž  | Z             | G             | A             | B             | TM            |
| --------- | ------------ | ------- | ------------- | ------------- | ------------- | ------------- | ------------- |
| 1965/1966 | CHZ Litvínov | 1. liga | 6             | 1             | 1             | 2             | -             |
| 1966/1967 | CHZ Litvínov | 1. liga | 7             | 1             | -             | -             | -             |